# Gampsorin à tête blanche
Gampsorhynchus rufulus
Espèce
Statut de conservation UICN

 LC  : Préoccupation mineure
Le Gampsorin à tête blanche (Gampsorhynchus rufulus), anciennement connu en tant que Actinodure à tête blanche, est une espèce de passereaux de la famille des Pellorneidae.

## Description

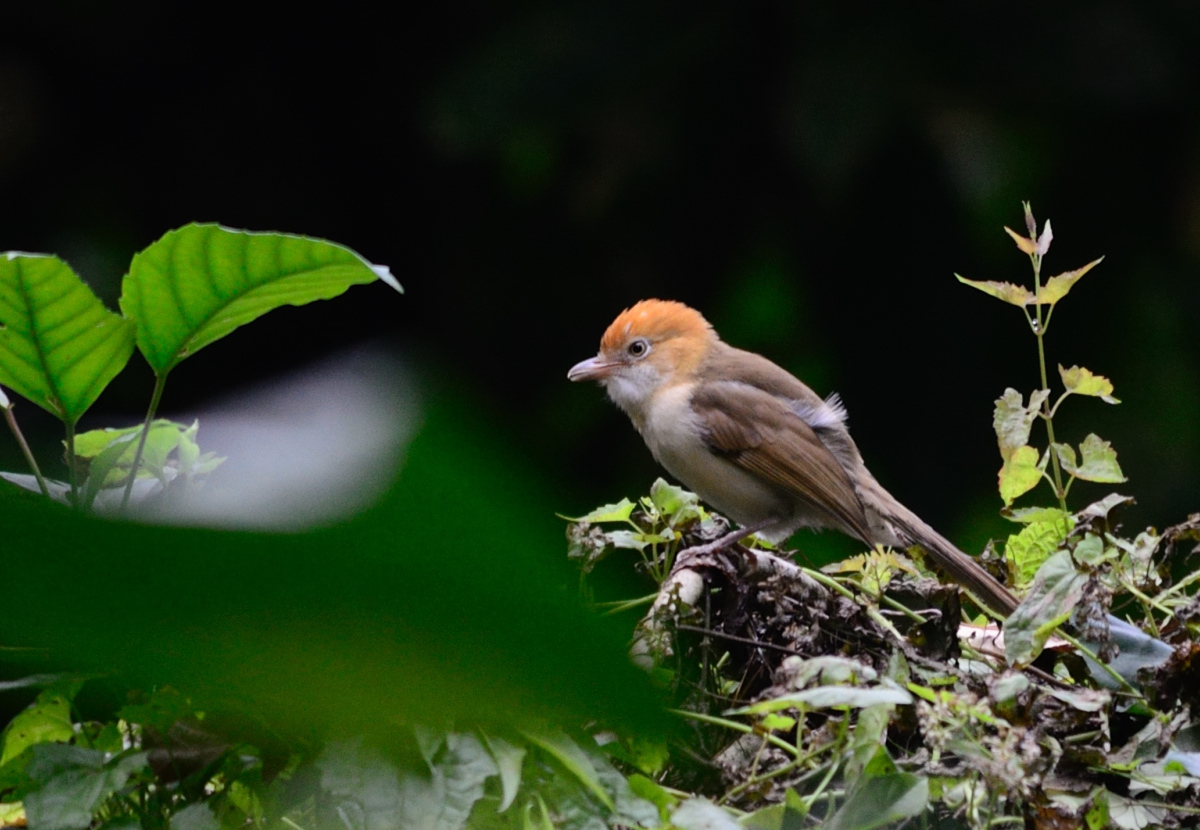
Juvénile de Gampsorhynchus rufulus.

## Répartition
Cet oiseau vit au Bangladesh, au Bhoutan, en Birmanie, en Chine, en Inde, au Laos, en Malaisie, au Népal, en  Thaïlande et au Vietnam.

## Habitat
Il vit dans les forêts humides tropicales et subtropicales.